# Tradruk templom
A Tradruk templom (tibeti: ཁྲ་འབྲུག་དགོན་པ།, wylie: khra-’brug dgon-pa, kínai: csanycuk köpa, azaz Csangdzu kolostor) a Jarlung-völgyben a legkorábbi geomantikus (isteni kinyilatkozás általi) templom a Dzsokhang után, és egyes források szerint ez a templom a korábbi.
A Tradruk templom Kína Tibeti Autonóm Területának prefektúrában, Nêdong megyében található, mintegy hét kilométerre délre a megye székhelyétől, Cetang településtől.

## Az alapításáról szóló legenda
A Csangdzu kolostor a legnagyobb és legjelentősebb királyi alapítású építmény a Jarlung-völgyben. Állítólag a 7. században alapította Szongcen Gampo király.
Egy legenda szerint a Csangdzu tizenkét geomantikus templom egyike volt, amelyeket azért építettek, hogy lefogjanak egy óriási fekvő női ogrét (tibeti: སྲིན་མོ་, wylie: srin mo, szanszkrit: राक्षसि, ráksaszi). Úgy tartják, hogy a Tradruk a bal vállát szorította le, a Kacel és a Gyama kolostor a jobb vállát és a Lhászában álló Dzsokhang a szívét. Egy másik legenda szerint a kolostor helyszínén eredetileg egy tó helyezkedett el, amelyben egy ötfejű sárkány élt. Szongcn Gampo meditáció által sikeresen segítségül hívott egy sólymot, amely legyőzte a sárkányt és megitta a tó összes vizét, így megépülhetett a templom. Ez a legenda megmagyarázz a templom nevét.

## Története
A Tradruk a Dzsokhang templommal együtt a két legrégibb tibeti templom. Triszong Decen (755–797) és Mune Cenpo idején a Tradruk a három királyi kolostor közé tartozott. A Langdarma (841–846) király idején és a dzungáriai mongolok megszállása alatti buddhistaüldözések során a kolostor hatalmas károkat szenvedett el. Loszang Gyaco, az 5. dalai láma (1642–1682) idején, 1351-ben felújították és kibővítették falait, majd a 7. dalai láma idején arany tetőt kapott és tovább növelték a méretét. A 18. század végén állítólag már 21 templom állott a területén. A kulturális forradalom idején több épületét is lerombolták. Az 1980-as években a kolostort felújították és 1988-ban újra felszentelték. A komplexum alapterülete ma 4667 meter2 és műemlékvédelem alatt áll.

## Építészet és műtárgyak
A templom közepe a legbelső kápolna, amely állítólag egészen Szongcen Gampo idejéig vezethető vissza. A legenda szerint különféle Buddha és Tárá szobrokat rejtett magába. Ma agyagszobrok vannak benne, amelyek közül némelyikben az eredeti maradványai is megtalálhatók. A Tradruk legfontosabb kincse egy több ezer gyönggyel díszített thangka, amelyet állítólag Vencseng hercegnő készített a saját kezével. Vencsenget ábrázolja fehér táráként (istennő). A thangkát a középső kápolna felső emeletén őrzik. Ez a Vencseng által készített három thangka egyike. A másik kettő az 5. dalai láma ereklyetartó sztúpáiban van a Potala palotában Lhászában és Sigace városban. Ugyanebben a teremben áll még a nyolcéves Padmaszambhava híres „beszélőszobra”.
A főépület körül van még néhány kisebb szentély.

## Szertartások
Minden év júniusában a Tradruk templomban szertartásos táncokat tartanak. Az esemény neve Métok Csöpa, azaz „virágfelajánlás” (wylie: me tog mchod pa).

## Galéria

Tradruk templom
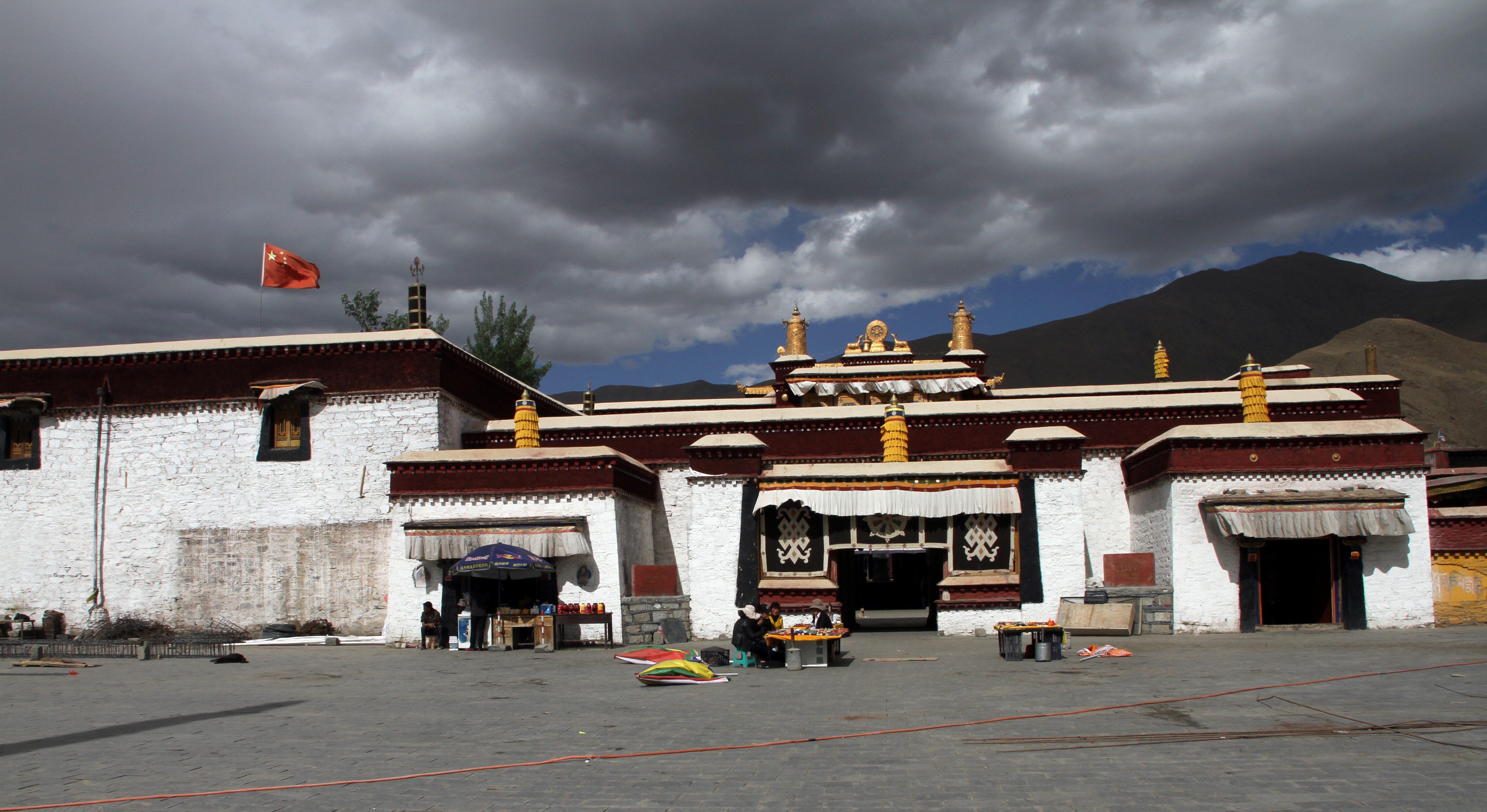
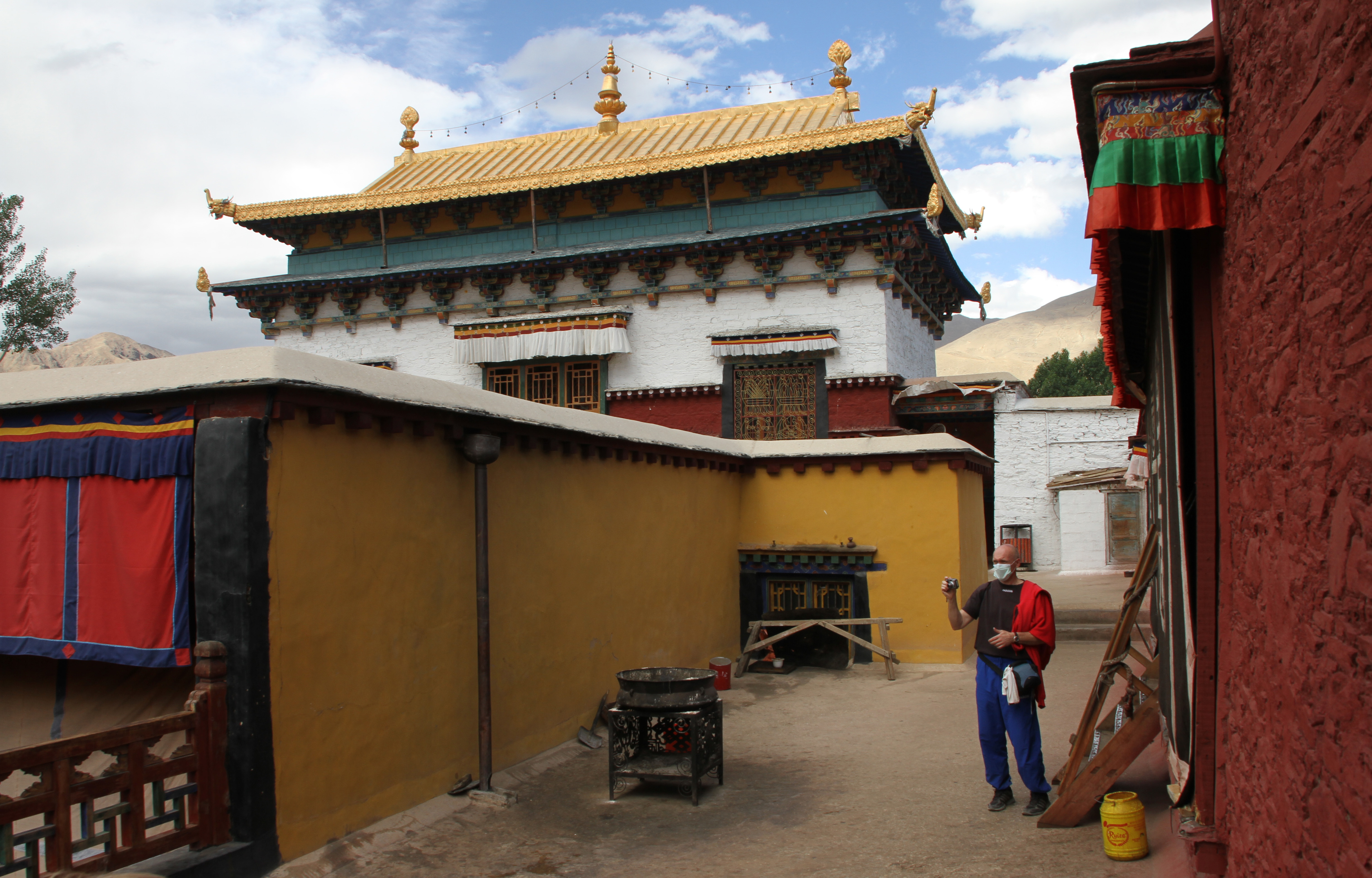
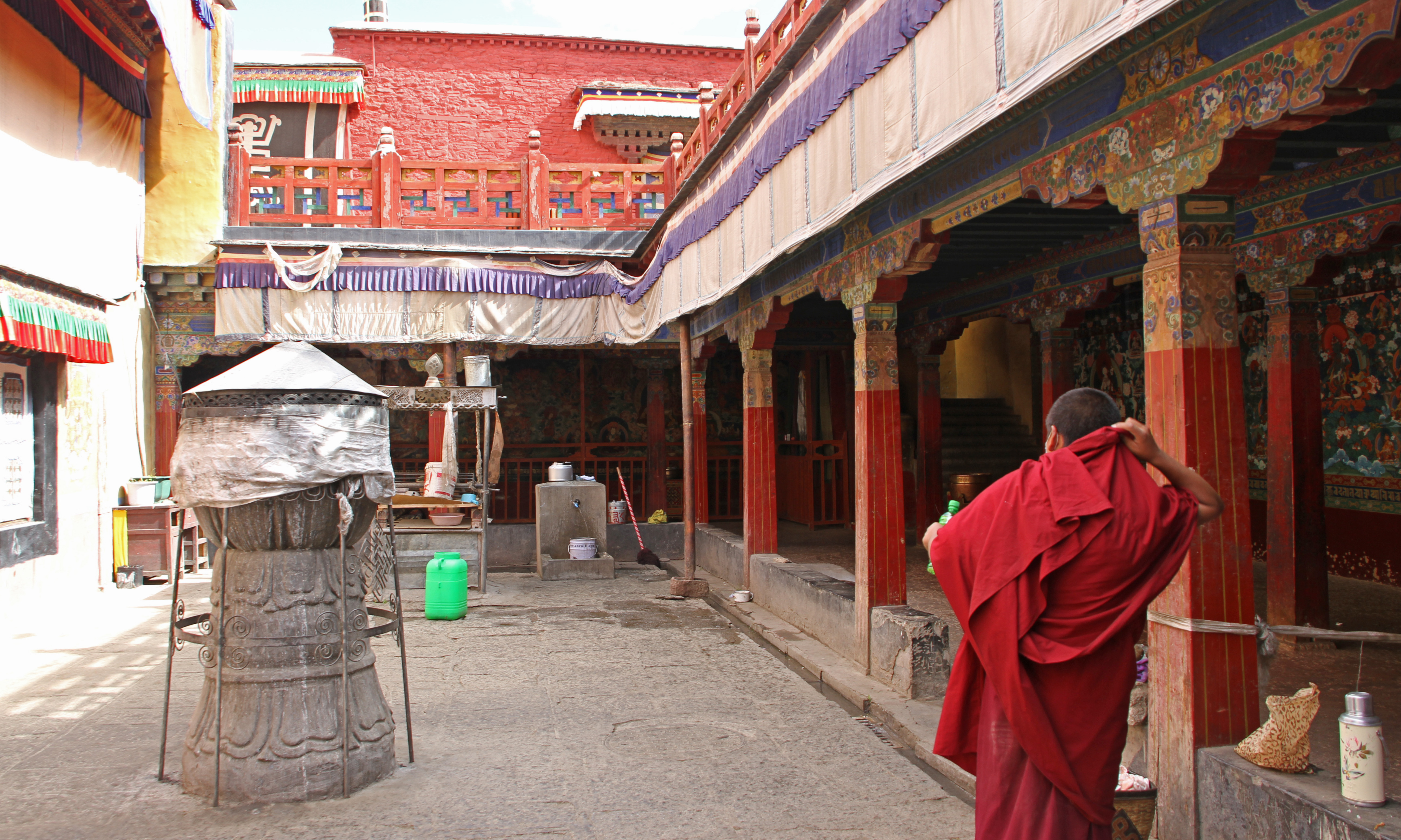
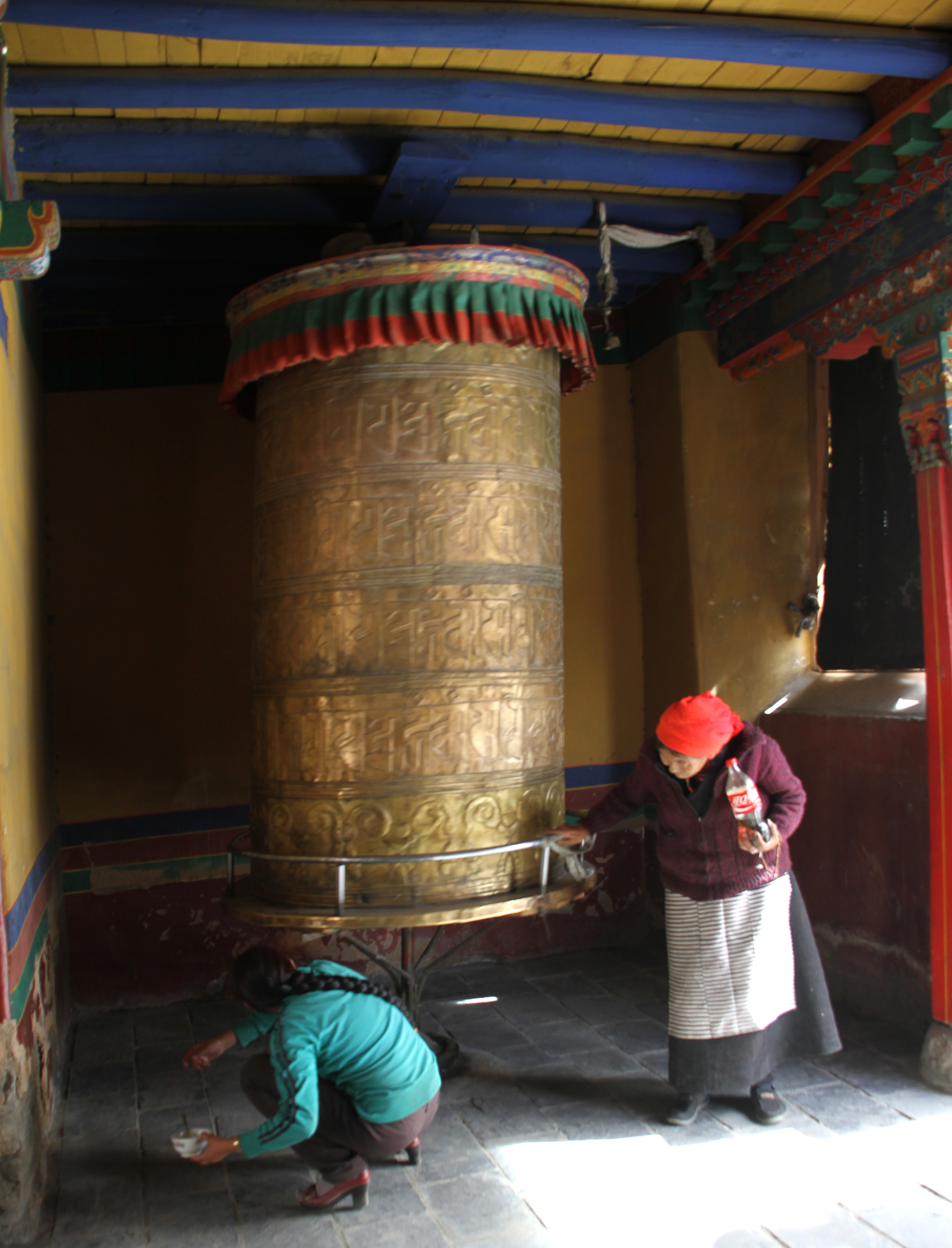
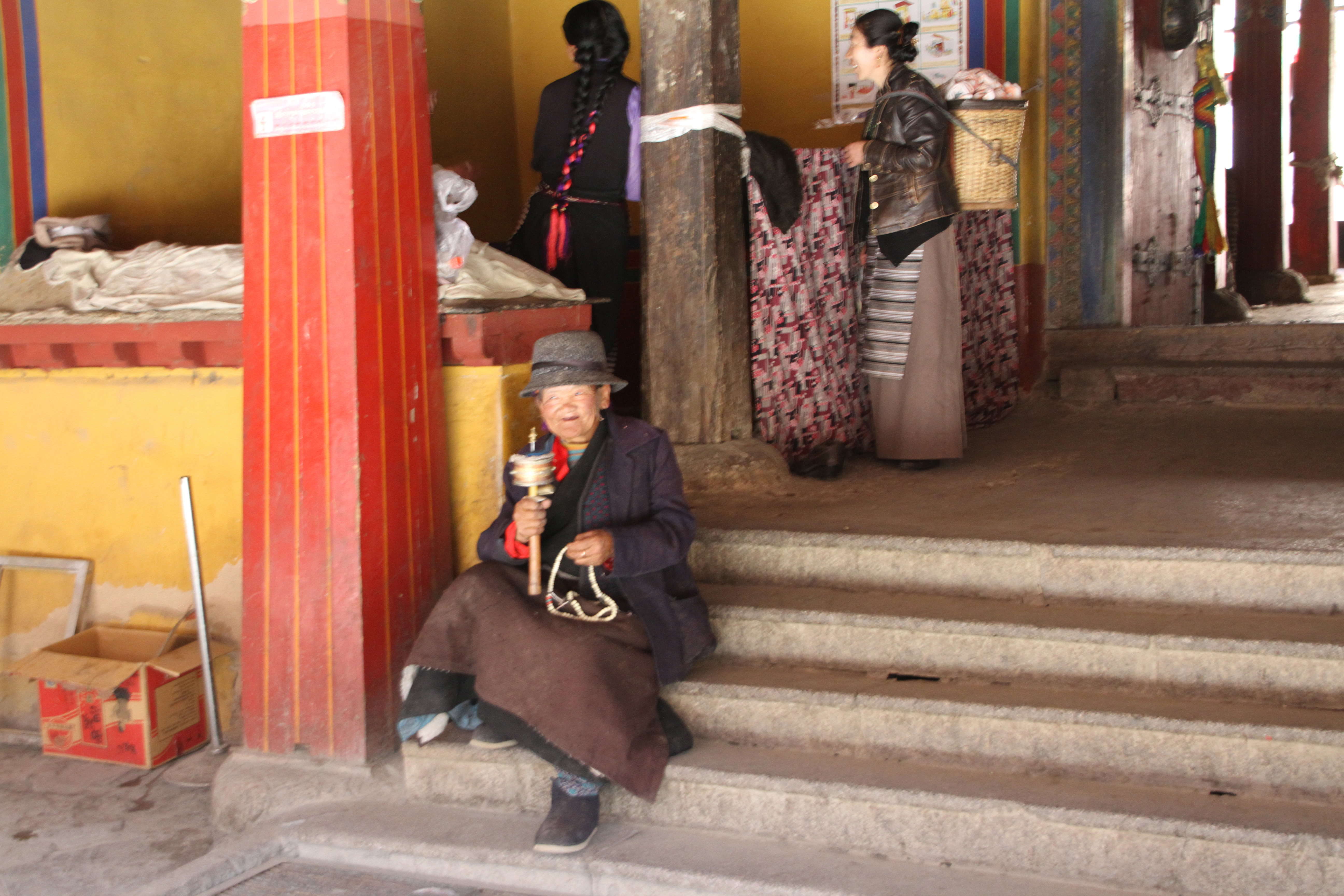
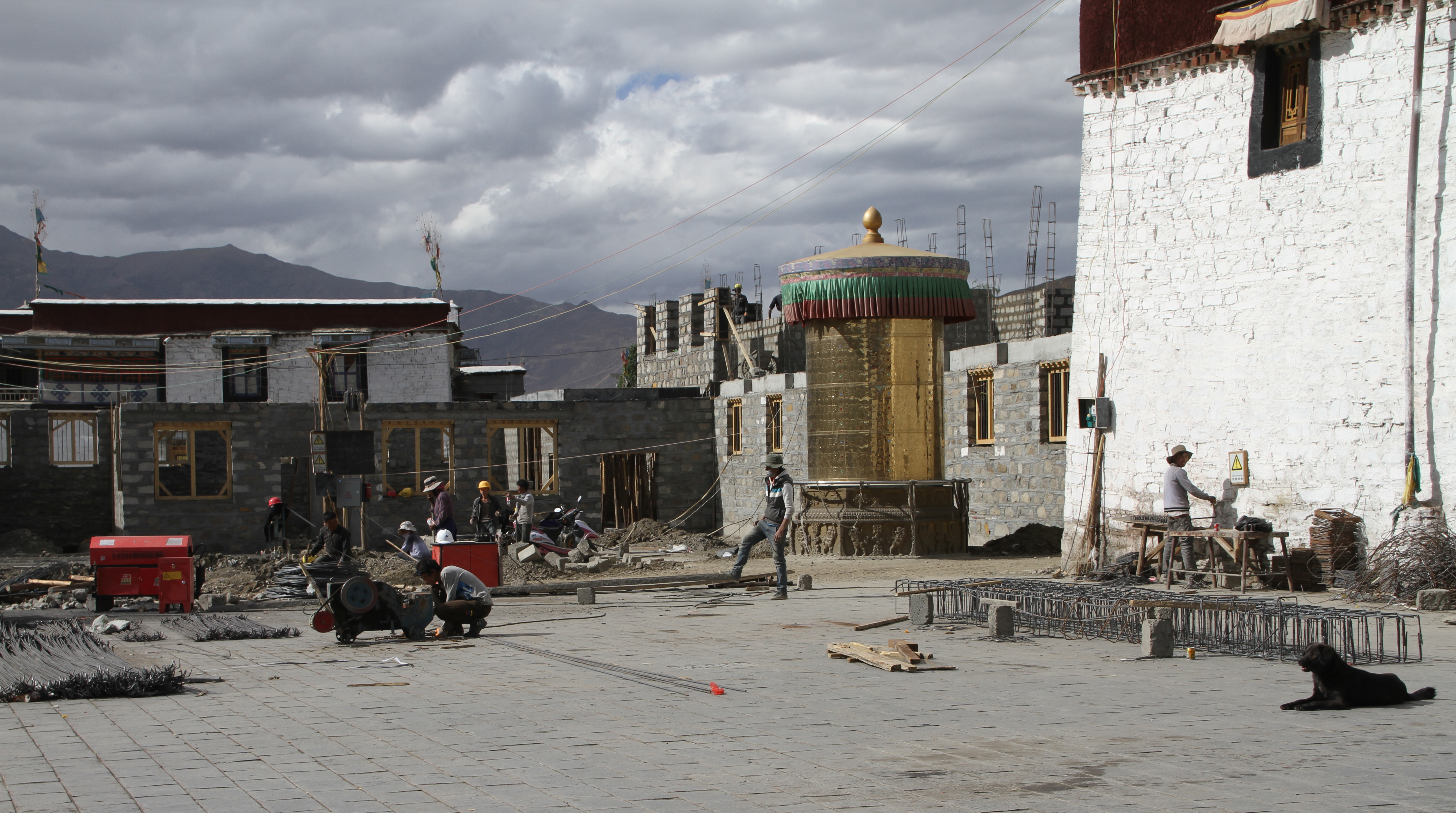
Újjáépítés 2014